# Кума (Лакський район)
Кума — село в Лакському районі Дагестану.
До райцентру 12 км. В селі є середня школа, будинок культури, медпункт.
У 1886 році село мало 152 двори. В 1914 тут мешкало 805 осіб, а в 1936 — 447 мешканців та 148 дворів. Сьогодні в селі 78 дворів і 204 особи.
Перша школа відкрита в 1930 році.

## Люди
В селі народилися:
- Даніял Гаджієв (*1917) — радянський вчений в області виноградарства і виноробства
- Надир Хачілаєв (1959—2003) — російський політичний діяч. Депутат Державної думи Федеральних зборів Російської Федерації II скликання, голова Дагестанського відділення Фонду світу та Союзу мусульман Росії, у 1990-х і 2000-х роках вважався лідером лакського народу.